# 名鉄犬山ホテル
株式会社名鉄犬山ホテル（めいてついぬやまホテル）は、名鉄グループの名鉄ホテルホールディングス傘下のホテル運営会社。現在はホテルミュースタイル犬山エクスペリエンスと名鉄小牧ホテルを管理運営している。かつては同名のホテルも運営していた。

## 概要（名鉄犬山ホテル）
株式会社名鉄犬山ホテルが運営していた名鉄犬山ホテルは、愛知県犬山市の犬山城に隣接したホテルで、敷地内に国宝の茶室如庵があった。敷地の西側の一部が、犬山城の元城域になっている。グループの中核として中部国際空港の機内食を供給する名古屋エアケータリング等の子会社も持つ。
元々名鉄グループの犬山遊園があった跡地を活用して、当時名古屋の帝国ホテルと呼ばれていた名古屋観光ホテルと合弁でスタートし、名古屋の政財界のフォーラムなどにも用いられるなど奥座敷に相応しい格式も併せ持っているという。1968年（昭和63年）には、皇太子時代の明仁・美智子夫妻（現上皇・上皇后）が宿泊した。こうした経緯から名鉄グループ内では名鉄グランドホテル（名鉄バスターミナル隣接）よりも格上の扱いとされていた。
2018年（平成30年）6月4日に、名鉄は現ホテルを2019年（令和元年）8月31日で営業終了することを発表し、翌2020年（令和2年）に営業を終了した。インターコンチネンタルホテルズグループ（IHG）は、旧ホテルを解体した後に中部圏初のインディゴブランドとなる『ホテル・インディゴ 犬山 有楽苑』として2021年（令和3年）度後半に再オープンすることを発表。名鉄がホテルを設置し、新ホテルの運営はIHG・ANA・ホテルズグループジャパンが行う。
新ホテルは2022年（令和4年）3月1日オープン。客室150室、宴会場、温浴施設、フィットネスクラブを併設。